# Palác Oranienbaum
Palácový komplex Oranienbaum (rusky Ораниенбаум (дворцово-парковый ансамбль) je rozsáhlý palácový a parkový areál z 18. století. Palácový komplex se zahradami je od roku 1990 zapsán na seznamu Světového dědictví UNESCO spolu s řadou dalších staveb a sídel v celé Leningradské oblasti a Petrohradu pod společnou položkou „Historické centrum Petrohradu a související skupiny památek“. Od roku 2007 jsou paláce a park také součástí Památníku «Petrodvorec».

## Poloha a popis

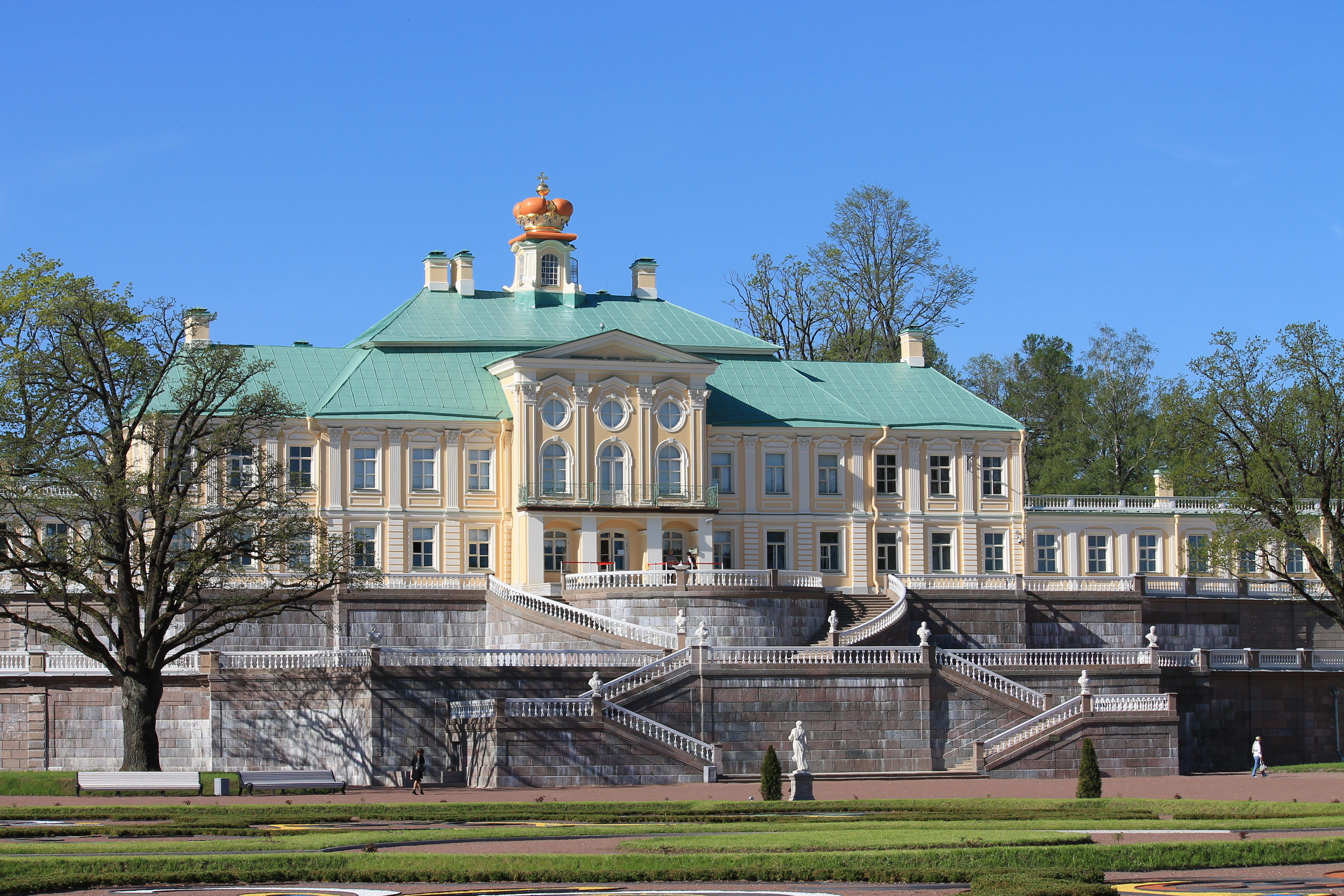
Menšikovův palác

Rozlehlý areál zahrnující paláce a parky se nachází na území města Lomonosova (do roku 1948 Oranienbaum) asi 40 km západně od Petrohradu na jižním břehu Finského zálivu.
Kníže Alexandr Danilovič Menšikov zadal výstavbu italskému architektovi Giovannimu Marii Fontanovi a německému mistru Gottfriedu Johannu Schädelovi.
Unikátní uměleckou památkou Venkovské sídlo carevny (rusky Дача императрицы / Dača imperatricy) v Oranienbaumu. Jsou v ní zahrnuty všechny prvky originální interiérové tvorby italského mistra Giambattisty Pittoniho, jednoho z nejvýznamnějších malířů 18. století.
Oranienbaum je starší název města Lomonosova. Německý název města Oranienbaum odkazuje na symbol dynastie Oranžských, avšak ve znaku města je vyobrazen pomerančovník - něm. Orangenbaum, je zjevně následek chybného překladu.